# ريكاردو بارادا
ريكاردو بارادا (بالإسبانية: Ricardo Parada)‏ (2 يناير 1985 بسان بيدرو دي لا باز في تشيلي - ) هو لاعب كرة قدم تشيلي في مركز الهجوم. شارك مع منتخب تشيلي تحت 20 سنة لكرة القدم. أما مع النوادي، فقد لعب مع كوريكو يونيدو وLobos BUAP ‏ وديبورتيس أنتوفاغاستا وديبورتيفو نوبلينس ‏ وProvincial Osorno ‏ وبويرتو مونت ‏ وأونيفرسيداد دي كونسيبسيون ‏.

## وصلات خارجية
- ريكاردو بارادا على موقع الاتحاد الدولي (مؤرشف)  (الإنجليزية)
- ريكاردو بارادا على موقع قاعدة بيانات كرة القدم.إي يو (الإنجليزية)
- ريكاردو بارادا على موقع Soccerway.com (الإنجليزية)